# Lidia Menapace

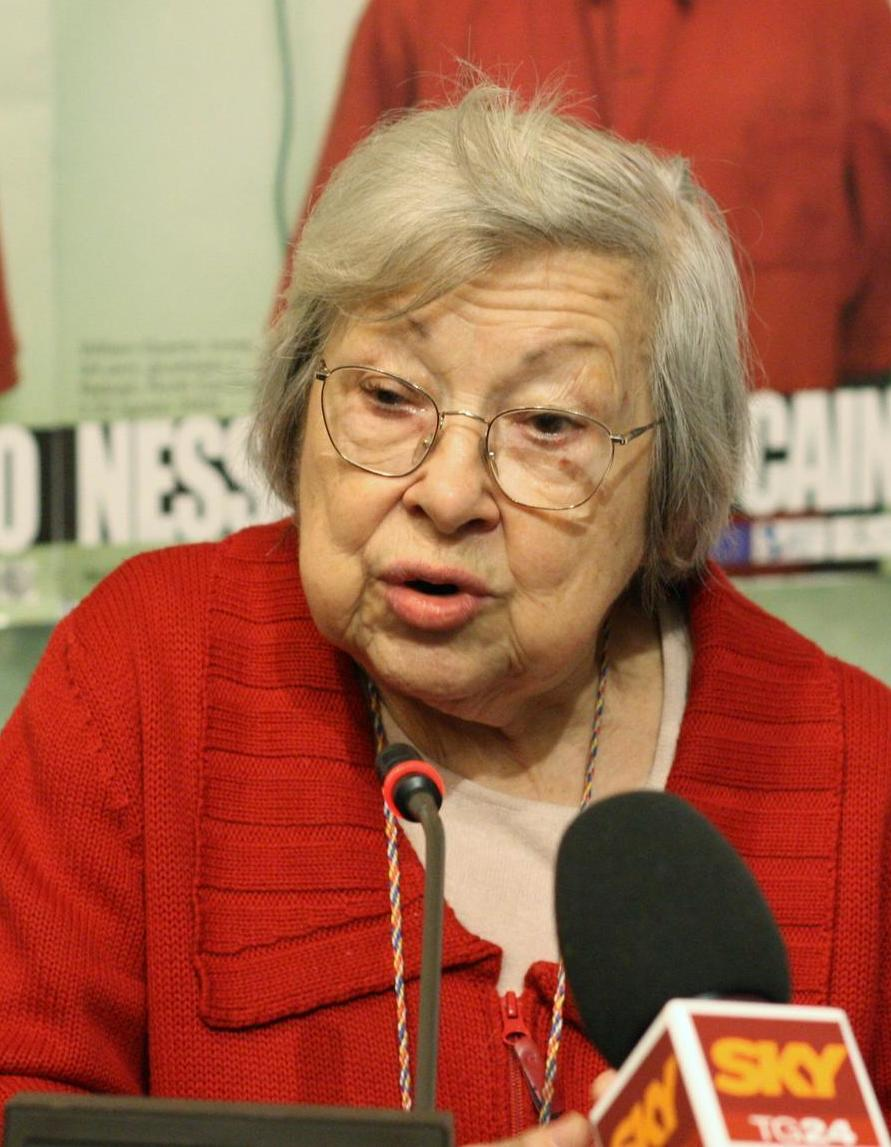
Lidia Menapace (2006)

Lidia Menapace (* 3. April 1924 in Novara als Lidia Brisca; † 7. Dezember 2020 in Bozen) war eine Politikerin und Publizistin, die als „Grande dame“ des italienischen Antifaschismus und Feminismus galt.

## Biographie
Menapace, die sich gegen Ende des Zweiten Weltkriegs der Resistenza angeschlossen hatte, absolvierte an der Università Cattolica in Mailand ein Studium der Literaturwissenschaft, das sie 1945 abschloss. Nach ihrer Heirat mit dem Arzt Nene Menapace zog sie 1951 nach Bozen. Dort vertrat sie von 1956 bis 1960 die Democrazia Cristiana im Gemeinderat. 1964 kandidierte sie auf derselben Parteiliste erfolgreich für den Regionalrat Trentino-Südtirol und konnte damit als erste Frau neben Waltraud Gebert-Deeg in den Südtiroler Landtag einziehen. Von 1965 bis 1969 war sie als Landesrätin für soziale Fürsorge und Gesundheit im Kabinett Magnago II Mitglied der Südtiroler Landesregierung. Ihre Zuwendung zum Marxismus und Teilnahme an der Gründung der linken Tageszeitung Il Manifesto kosteten Menapace ihre Karriere als Dozentin an der Università Cattolica und führten zum Bruch mit der Democrazia Cristiana. Gleichzeitig begannen ihr Engagement in der Studentenbewegung und ihre rege Publikationstätigkeit. 1972 veröffentlichte sie das vielbeachtete Buch Per un movimento politico della liberazione della donna, mit dem sie eine führende Rolle im italienischen Feminismus einnahm. Die parteipolitische Aktivität der gläubigen Christin verlagerte sich ins linke Spektrum, u. a. gehörte sie der linkssozialistischen Democrazia Proletaria an. In den 80er-Jahren war Menapace Mitglied des Gemeinderats der Stadt Rom. Von 2006 bis 2008 vertrat sie als Senatorin den linksradikalen Partito della Rifondazione Comunista im italienischen Parlament. 2019 ernannte sie die Gesellschaft Politika zu Südtirols „Politischer Persönlichkeit des Jahres“ (für das Jahr 2018).
Sie starb am 7. Dezember 2020 in Bozen an den Folgen einer SARS-CoV-2-Infektion.

## Publikationen (Auswahl)
- Per un movimento politico della liberazione della donna. Verona 1973
- Economia politica della differenza sessuale. Rom 1987
- Nonviolenza. Le ragioni del pacifismo. Rom 2004, ISBN 978-88-81125883 (Lidia Menapace beschreibt zusammen mit Fausto Bertinotti und Marco Revelli die notwendige Abkehr des Kommunismus/Sozialismus von der Vorstellung einer gewaltsamen Revolution und die Hinwendung zum Pazifismus)